# Château de Fabrègues
Pour les articles homonymes, voir Fabrègues (homonymie).
Ne doit pas être confondu avec le château de Fabrègues situé à Aups, Var.
Le château de Fabrègues est un château situé sur la commune d'Aurillac dans le Cantal.

## Descriptions
Le château est situé à l'entrée de la vallée de la Jordanne. Attesté au Xe siècle, il était composé d'une tour du XIVe siècle ou XVe siècle et d'un corps de logis hors œuvre du XVIIe siècle ou XVIIIe siècle.
Il a été entièrement reconstruit au XIXe siècle dans un style classique français, sur des plans de l'architecte C.  Viée qui ont été publiés en 1901 dans la revue La Construction moderne, et en 1909 dans L'Architecture, tome XXI. L'architecte a aménagé, à la jonction des deux ailes, un passage permettant à une calèche de traverser le rez-de- chaussée en laissant ses occupants à l'abri, au niveau de l'entrée d'honneur.
Les jardins, le château, y compris le porche et les pièces suivantes avec leur décor : escalier, grande antichambre, salle à manger, salon des Quatre Saisons, salon Louis XV, salon Empire, bibliothèque (aile Sud), chambre XVIIIe siècle aux lambris peints, chapelle (aile Nord)  sont protégés au titre de son inscription à l'inventaire supplémentaire des monuments historiques le 5 mars 1992.

## Historique

### Antiquité
Un colombarium a été découvert le 4 janvier 1802 dans le pré qui borde la Jordanne. il s'agissait d'une sorte de caveau circulaire construit en pierres sèches revêtues de brique et contenant une cinquantaine d'urnes funéraires en terre cuite.

### Xesiècle
Fabrègues est cité en 920 dans le testament de Géraud d'Aurillac qui lègue tous ses biens à l'abbaye d'Aurillac, mais laisse l'usufruit à son neveu Reynald, fils de sa sœur Avigerne et d'Aton d'Alzone.

### XVesiècle
Fabrègues appartenait à une branche de la famille de Pouzols qui possédait le château de Carbonat.
Géraud de Pouzols, seigneur de Fabrègues et de Lalaubie en 1454, était lieutenant au bailliage ducal des Montagnes d'Auvergne en 1475. 
Son fils Antoine de Pouzols, lieutenant de Guyot de Dienne, commandant du ban et de l'arrière-ban de Haute-Auvergne de 1477, dont il épouse len 1486 la nièce Anne de Dienne qui lui donne trois filles et deux fils.

### XVIesiècle
Au milieu du XVIe siècle, toute la maisonnée depuis les châtelains jusqu'à l'aumônier en passant par les domestiques, abjura sa foi au profit de la Réforme. Repaire des bandes calvinistes qui pillaient la région, le château fut le théâtre de sanglantes répressions.
La famille de Pouzols recueillit la succession de la Lapanouse de Loupiac et de Viescamp:
- Jourdain de Pouzols, fils d'Antoine, et d'Anne de Dienne, épousa Jeanne de Lapanouse, fille et héritière de Charles de Lapanouse, seigneurs de Viescamp, de  et d'Anne de Tourzel d'Alègres. Ils eurent pour enfants:
  - N** de Pouzols, catholique, seigneur de Carbonat qui fut nommé par M. de Saint-Hérem commandant de Carlat pour repousser les menées calvinistes venant du Rouergue;
  - Antoine de Pouzols, calviniste, marié à Catherine de Gouzel, habitait Fabrègues en 1571,
  - Louise de Pouzols, mariée à Guynot de Gouzel, seigneur de Ségur,
  - Françoise de Pozols, mariée en 1541 avec Gabriel de Prallat, fils de Guy et de Jeanne d'Albars

Antoine de Pouzols, seigneur de Fabrègues, commandait une bande de calviniste avec lesquels il s'empare du château de Conros et le pille, malgré la résistance de Françoise de Puydeval, dont on a conservé la déposition. 
Antoine de Pouzols est condamné à mort par contumace, ses biens confisqués.

### XVIIesiècle
- Pierre Sarred, président trésorier de France "établi pour sa majesté en pays d'Auvergne", épouse en 1617 Jeanne de Prallat, fille de Gabriel, seigneur de Perle à Saint-Illide, famille calviniste.
- Son fils Antoine Sarred, seigneur de Braqueville, né en 1621 à Montpellier, qui était aussi trésorier de France à Riom, est nommé directeur de la grande-voirie de Jordanne où il s'établit en achetant la seigneurie de Lascelle, puis celle de Fabrègues, et en épousant en 1666 Marie de Giou, fille de Jacques, seigneur de Giou-de-Mamou, calviniste. Leur fils
- François de Sarret (1671-1758), seigneur de Braqueville et de Lascelle, chevalier d'honneur au présidial, est élu premier consul d'Aurillac, et il a pour fils:
- Joseph de Sarret de Fabrègues né en 1723, est fait comte de Sarret de Fabrègues et de Nozières en 1768.

### Famille Esquirou de Parieu
Hippolyte Esquirou de Parieu (Aurillac 1791-1876), maire d'Aurillac, député du Cantal, achète Fabrègues. Marié à Elisabeth Theilhard, il eut un fils qui suit et trois filles : Marie (1815-1893), Claire (1821-1898) et Nelly (1826-1893).
Son fils Félix Esquirou de Parieu (Aurillac 1815-Paris 1893), ministre de l'Instruction publique, vice-président du Conseil d'État, fut un  personnage considérable qui entreprit de reconstruire fastueusement le château tel qu'on le voit aujourd'hui. Sa petite fille Thérèse Esquirou de Parieu (1853-1927) a apporté Fabrègues par son mariage en 1906 avec André Picot de Moras d'Aligny (1876-1938).

## Visite
Ne se visite pas.